# Gatopardo
Gatopardo és una revista de periodisme narratiu mensual fundada a Colòmbia per Miguel Silva i Rafael Molano i editada per Grupo de Publicaciones Latinoamericanas. Mantenint la idea original de la publicació, Gatopardo va veure la llum com una revista llatinoamericana de cròniques i reportatges sota la convicció que hi ha cronistes en el continent amb grans capacitats i lectors interessats en els temes de tota la regió. Es distribueix a Argentina, Mèxic, Colòmbia, Panamà, Veneçuela, Xile, Perú, Uruguai, Costa Rica, Equador, Puerto Rico, Miami i Nova York.
L'actualitat i les històries particulars comparteixen espai en aquesta publicació. A partir del número 70 (juliol de 2006) Gatopardo va canviar el seu domicili a la ciutat de Mèxic, mantenint la mateixa línia editorial. Ha inspirat algunes publicacions del mateix gènere com a Etiqueta Negra, o FronteraD. És publicada per Editorial Mapas. Han col·laborat amb la revista Ernesto Sabato, Tomás Eloy Martínez, Antonio Tabucchi, Juan Villoro, Carlos Fuentes, Martín Caparrós, Alma Guillermoprieto, Leila Guerriero entre altres cronistes llatinoamericans. El nom de la revista es basa en el nom de la novel·la El Gattopardo, de Giuseppe Tomasi di Lampedusa.